# Намск (сельское поселение)
Намск — административно-территориальная единица (административная территория посёлок сельского типа с подчинённой ему территорией) и муниципальное образование (сельское поселение с полным официальным наименованием муниципальное образование сельского поселения «Намск») в составе муниципального района Корткеросского в Республике Коми Российской Федерации.
Административный центр — посёлок Намск.

## История
Статус и границы административной территории установлены Законом Республики Коми от 6 марта 2006 года № 13-РЗ «Об административно-территориальном устройстве Республики Коми».
Статус и границы сельского поселения установлены Законом Республики Коми от 5 марта 2005 года № 11-РЗ «О территориальной организации местного самоуправления в Республике Коми».

## Население
| 2010 | 2011 | 2012 | 2013 | 2014 | 2015 | 2016 |
| ---- | ---- | ---- | ---- | ---- | ---- | ---- |
| 506  | ↘503 | ↘475 | ↘469 | →469 | ↘453 | ↘447 |
| 2017 | 2018 | 2019 | 2020 | 2021 |      |      |
| ↘435 | ↘423 | ↘406 | ↘400 | ↗462 |      |      |

## Состав
Состав административной территории и сельского поселения:
| № | Населённый пункт | Тип населённого пункта          | Население |
| - | ---------------- | ------------------------------- | --------- |
| 1 | Лопыдино         | деревня                         | 87        |
| 2 | Намск            | посёлок, административный центр | 419       |